# Празноглавецът
„Празноглавецът“ (на испански: El Gran Calavera) е мексикански филм от 1949 година, комедия на режисьора Луис Бунюел по сценарий на Жанет и Луис Алкориса, базиран на едноименната пиеса от Адолфо Торадо.
В центъра на сюжета е глава на богато семейство, чиито роднини се опитват да променят хедонистичните му навици, убеждавайки го, че е заплашен от разорение. Главните роли се изпълняват от Фернандо Солер, Росарио Гранадос, Андрес Солер, Рубен Рохо, Густаво Рохо.

## Продукция
Празноглавецът е първият успешен филм на Бунюел след продължително прекъсване в работата му. Продуцентът Оскар Дансихерс, с когото работи в няколко неудачни опита в предходните години, го свързва с актьора и режисьор Фернандо Солер, една от най-дълголетните фигури в историята на мексиканското кино. Макар че Солер обикновено предпочита сам да режисира филмите си, той решава, че съчетаването на двете дейности ще е твърде трудно за адаптацията на пиесата на Адолфо Торадо, затова се обръща към Дансихерс да намери човек, който да поеме техническата страна на режисьорската работа. Бунюел се възползва от тази възможност и обяснява: „Забавлявах се с монтажа, конструкциите, ъглите... Всичко това ме интересуваше, защото все още бях чирак в така нареченото 'нормално' кино.“
В резултат на работата си по този филм Бунюел разработва техника за евтино и бързо създаване на филми, ограничавайки се до 125 дубъла. „Празноглавецът“ е завършен за 16 дни на стойност 400 хиляди песо (около 46 хиляди тогавашни долара). Филмът е описван като „весела пародия на мексиканския новобогаташ... дива суматоха с объркана самоличност, фалшиви сватби и неуспешни самоубийства“ и се превръща в голям търговски успех в Мексико.